# インフィニット・ディスコ
『インフィニット・ディスコ』(Infinite Disco) は、オーストラリアのシンガーソングライターのカイリー・ミノーグが15枚目のスタジオ・アルバム『ディスコ』のプロモーションの為に開催した配信コンサート。2020年にドリフトとBMGの共同運営によって2回配信が行われた。
コンサートの配信は2020年10月19日に告知され、同日には「マジック」を歌うミノーグのクリップも公開された。コンサートは2020年11月7日に配信され、2020年12月31日の大晦日に再配信された。どちらの配信もそれぞれの地域の違うタイムゾーンに合わせて4回配信された。
2021年11月21日には『ディスコ』のゲストリストエディションの一部としてCD、DVD、Blu-rayで発売され、レコード盤が2022年5月6日に発売された。

## 背景と展開
シングル「セイ・サムシング」と「マジック」の発売の後、ミノーグは『ディスコ』からの曲のパフォーマンスをアルバム発売の翌日である2020年11月7日に行うことを発表した。チケットは2020年10月21日から販売を開始した。
50分に渡る事前録画のパフォーマンスはロブ・シンクレアとケイト・モロスが共同監督した。コンサートは主に『ディスコ』からの曲を重点的に披露したが、ミノーグのキャリアの中でも初期のシングルを長年のコラボレーターであるリチャード・スタナードとスティーヴ・アンダーソンがよりディスコサウンドにリミックスした上で併せて披露した。振付はアシュレー・ウォーレンが担当した。
2020年11月1日、ミノーグは自身のYouTubeチャンネルにコンサートからの「セイ・サムシング」のパフォーマンスを投稿した。同年11月2日、ミノーグは2001年のシングル「ラヴ・アット・ファースト・サイト」と「アイ・ラヴ・イット」を歌う30秒間のクリップをシェアした。同年11月6日には「リアル・グルーヴ」のパフォーマンス映像をYouTubeチャンネルに投稿した。
3万枚のチケットを最初の配信で売り上げた。

## セットリスト
- 出典:[10]

1. イントロダクション （「マジック」と「カム・イントゥ・マイ・ワールド」を含む)
2. アイ・ラヴ・イット
3. イン・ユア・アイズ
4. ライト・イヤーズ / スーパーノヴァ / ライト・イヤーズ (リプライズ)
5. インタールード (「ラッキー・ラヴ」を含む)
6. ダンスフロア・ダーリング
7. オール・ザ・ラヴァーズ (ザ・ハウス・ゴスペル・クワィアと共演)
8. セイ・サムシング (ザ・ハウス・ゴスペル・クワィアと共演)
9. リアル・グルーヴ
10. スロウ (「Love to Love You Baby」を含む)
11. マンデー・ブルース
12. ホェア・ザ・DJ・ダズ・ゴー?
13. ラヴ・アット・ファースト・サイト
14. ラスト・チャンス
15. マジック

## ライヴ・アルバム
『インフィニット・ディスコ』は、オーストラリアの歌手カイリー・ミノーグの9枚目のライヴ・アルバム。2021年11月12日に15枚目のスタジオ・アルバム『ディスコ』のゲストリストエディションが発売され、5枚組の中に『インフィニット・ディスコ』が収められている。2022年4月7日にミノーグは自身のソーシャル・メディア上でサプライズとして『インフィニット・ディスコ』の音楽配信での単独発売と翌日のレコード盤の予約発売を発表した。

### 収録曲
| #         | タイトル                                    | 作詞・作曲                                                                    | プロデューサー     | 時間  |
| --------- | ------------------------------------------- | ----------------------------------------------------------------------------- | ------------------ | ----- |
| 1.        | 「Magic」(Intro)                            | Kylie Minogue Teemu Brunila Daniel Davidsen Peter Wallevik Michelle Buzz      | PhD                | 1:33  |
| 2.        | 「Come into My World」(Interlude)           | Cathy Dennis Rob Davis                                                        | Steve Anderson     | 0:21  |
| 3.        | 「I Love It」                               | Minogue Richard Stannard Duck Blackwell                                       | Stannard Blackwell | 3:03  |
| 4.        | 「In Your Eyes」                            | Minogue Stannard Julian Gallagher Ash Howes                                   | Stannard Anderson  | 3:05  |
| 5.        | 「Light Years」                             | Minogue Stannard Gallagher                                                    | Stannard Anderson  | 2:45  |
| 6.        | 「Supernova」                               | Minogue Sky Adams Maegan Cottone                                              | Adams              | 3:13  |
| 7.        | 「Light Years」(Reprise)                    | Minogue Stannard Gallagher                                                    | Stannard Anderson  | 0:33  |
| 8.        | 「I Should Be So Lucky」(Interlude)         | Mike Stock Matt Aitken Pete Waterman                                          | Anderson           | 0:25  |
| 9.        | 「Dance Floor Darling」                     | Minogue Adams Cottone Linslee Campbell                                        | Adams              | 3:17  |
| 10.       | 「All the Lovers」(with House Gospel Choir) | Jim Eliot James Eliot Jemima Stilwell                                         | Eliot Stuart Price | 3:36  |
| 11.       | 「Say Something」(with House Gospel Choir)  | Minogue Stannard Howes Jonathan Green                                         | Adams              | 4:00  |
| 12.       | 「Real Groove」                             | Minogue Brunila Nico Stadi Alida Garpestad Peck                               | Stadi Brunila      | 2:54  |
| 13.       | 「Slow / Love to Love You Baby」            | Minogue Dan Carey Emilíana Torrini Giorgio Moroder Pete Bellotte Donna Summer | Sunnyroads         | 3:13  |
| 14.       | 「Monday Blues」                            | Minogue Adams Cottone Campbell Danny Shah                                     | Adams              | 3:11  |
| 15.       | 「Where Does the DJ Go?」                   | Minogue Adams Shah Kiris Houston                                              | Adams Houston      | 2:54  |
| 16.       | 「Love at First Sight」                     | Minogue Stannard Gallagher Howes Martin Harrington                            | Stannard Gallagher | 4:05  |
| 17.       | 「Last Chance」                             | Minogue Adams Cottone                                                         | Adams              | 2:46  |
| 18.       | 「Magic」                                   | Minogue Brunila Wallevik Davidsen Buzz                                        | PhD                | 4:39  |
| 合計時間: | 合計時間:                                   | 合計時間:                                                                     | 合計時間:          | 49:33 |

### チャート
| チャート (2022年)                          | 最高順位 |
| ------------------------------------------ | -------- |
| オーストラリア (ARIA)                      | 27       |
| オーストラリア インディペンデント          | 2        |
| ベルギー (Ultratop Wallonia)               | 22       |
| スコットランド (OCC)                       | 11       |
| スペイン (PROMUSICAE)                      | 48       |
| スイス (Schweizer Hitparade)               | 72       |
| UK アルバムズ (OCC)                        | 40       |
| UK Independent Albums (OCC)                | 24       |
| US カレント アルバム セールス (ビルボード) | 74       |

### 発売日
| 地域   | 日付         | 形態                    | レーベル       | 脚注   |
| ------ | ------------ | ----------------------- | -------------- | ------ |
| 全世界 | 2022年4月8日 | 音楽配信 ストリーミング | デアノート BMG | [ 22 ] |
| 全世界 | 2022年5月6日 | LP                      | デアノート BMG | [ 23 ] |